# Tzotzil
|  | Per a altres significats, vegeu «tzotzils». |

El tzotzil és una llengua maia que es parla principalment Los Altos de Chiapas pels tzotzils. En tzotzil, el nom d'aquesta llengua és bats'i k'op (paraula original) o jK'optik (la nostra paraula). El nombre de parlants arriba als 404.704 el 2010 i es parla als municipis de l'estat de Chiapas: Zinacantán, San Juan Chamula, San Andrés Larráinzar, Chenalhó, Pantelhó, Huitiupán, Chalchihuitán, El Bosque, Simojovel, Iztapa, Bochil, Soyalhó, Huixtán, San Lucas, Acala, San Cristóbal de las Casas, Venustiano Carranza (San Bartolomé de los Llanos) i Amatán. A més, hi ha presència permanent de parlants que han emigrat o es troben temporalment a les ciutats de Palenque, Tuxtla Gutiérrez, Ocozocoautla de Espinoza, Chiapa de Corzo, Comitán, Teopisca, Ciutat de Mèxic, Tijuana, León, Guadalajara, entre d'altres.
Segons les xifres de l'INEGI són 329.937 els parlants segons el darrer cens (2005), xifra que el col·loca en el cinquè lloc en nombre de parlants entre les llengües indígenes més parlades a Mèxic, després del nàhuatl, yukatek, mixteca, i zapoteca

## Aspectes sociolingüístics

### Variants dialectals
Les principals variants dialectals identificades són les següents:
- El tzotzil de San Juan Chamula
- El tzotzil de Zinacantán
- El tzotzil de San Andrés Larráinzar
- El tzotzil de Huixtán
- El tzotzil de Chenalhó
- El tzotzil de Huitiupán
- El tzotzil de Venustiano Carranza (San Bartolomé de los Llanos)

### ¿"Tsotsil" o "tzotzil"?
Segons les reformes fetes pel CELALI (Centro de Lengua, Arte y Literatura Indígena) s'ha acordat utilitzar preferentment la "ts" en comptes de "tz" per a l'escriptura en llengua tzotzil, ja que això li dona més uniformitat a l'ortografia de la llengua, excloent la grafia "z". Aquest, entre altres canvis en la forma d'escriure, van ser establerts a partir de l'any 1999, per la qual cosa, a partir de llavors, els escriptors i professors bilingües utilitzen la forma "ts" en comptes de "tz".

### Influència del tzotzil en l'espanyol local
L'espanyol que es parla als Alts de Chiapas té peculiaritats pròpies que són producte de la convivència amb les llengües locals com ho és el tzotzil. Per exemple, una paraula d'ús comú és bolo que significa borratxo, perquè en tzotzil la paraula bol significa estúpid. D'aquesta manera, la paraula bolo es refereix a aquella persona que s'ha "embrutit" a conseqüència de l'alcohol.

## Descripció lingüística

### Fonologia i alfabet
En l'actualitat l'idioma tzotzil empra per a la seva escriptura l'abecedari llatí. No obstant això, els arqueòlegs afirmen que aquest idioma juntament amb el tzeltal (el que es coneix com l'idioma proto tzeltal-tzotzil que seria l'avantpassat lingüístic comú a ambdues llengües) gaudien d'una escriptura jeroglífica comuna, de la qual donen testimoni inscripcions sobre pedra de llocs com Palenque i Toniná, entre d'altres. Segons aquests estudiosos el sistema d'escriptura jeroglífic, cada glif representava un so sil·làbic (consonant-vocal), a diferència del sistema llatí, on cada lletra representa amb prou feines un sol so, sigui vocal o consonàntic.
L'alfabet tzotzil es compon de 26 lletres: a, b, ch, ch', e, i, j, k, k', l, m, n, o, p, p', r, s, t, t', ts, ts', u, v, x, y, ('). Las ch', k', p', t', ts' representen sons consonàntics glotalitzats, produïts mitjançant el tancament de les cordes vocals. El so glotalitzat i la consonant formen una unitat sonora indissoluble, és una forma de realitzar el so consonàntic. La glotalització no es dona en forma separada.
La glotalització té un paper important, ja que la seva presència o absència marca diferències semàntiques. per exemple: takin: sec, àrid i tak'in: metall, diner, campana.
|            | Bilabial | Bilabial  | Alveolar    | Alveolar    | Palatal | Palatal  | Velar  | Velar    | Uvular | Uvular   | Glotal |       |
| ---------- | -------- | --------- | ----------- | ----------- | ------- | -------- | ------ | -------- | ------ | -------- | ------ | ----- |
|            | normal   | implosiva | normal      | ejectiva    | normal  | ejectiva | normal | ejectiva | normal | ejectiva | normal |       |
| Oclusives  | p [p]    | b' [ɓ]    | t [t]       | t' [t']     |         |          | k [k]  | k' [k']  |        |          | ' [ʔ]  |       |
| Africades  |          |           | tz [ʦ]      | tz' [ʦ’]    | ch [ʧʰ] | ch' [ʧ’] |        |          |        |          |        |       |
| Fricatives | v [v]    | v [v]     | s [s]       | s [s]       | x [ʃ]   | x [ʃ]    |        |          | j [x]  | j [x]    | h [h]  | h [h] |
| Nasals     | m [m]    | m [m]     | n [n]       | n [n]       |         |          |        |          |        |          |        |       |
| Líquides   |          |           | l [l] r [r] | l [l] r [r] |         |          |        |          |        |          |        |       |
| Semivocals |          |           |             |             | y [j]   | y [j]    |        |          |        |          |        |       |

### Morfologia i sintaxi
Com les altres llengües maies, es tracta d'una llengua ergativa, és a dir, s'estructura a partir de prefixs i sufixs que s'uneixen a arrels verbals o substantives. La forma més simple per estructurar una frase és la següent: verb + complement + subjecte. Hi ha una absència notable de preposicions quedant reduïdes a unes quantes que abasten una àmplia gamma de possibilitats semàntiques: ta (a, en, para, amb, per...), k'alal (de, des de, fins a, ...)
Els prefixos i sufixos per denotar possessió en tzotzil davant substantius es fa de la següent manera. Utilitzem el substantiu na (casa) que comença per consonant:
| singular           | plural                  |
| ------------------ | ----------------------- |
| jna 'la meva casa' | jnatik 'la nostra casa' |
| ana 'la teva casa' | anaik 'la vostra casa'  |
| sna 'la seva casa' | snaik 'llur casa'       |

Si el substantiu comença amb vocal els prefixos i sufixos seran de la manera següent, usem com a exemple ixim (moresc):
| singular               | plural                           |
| ---------------------- | -------------------------------- |
| kixim 'el meu moresc'  | kiximtik 'el nostre moresc'      |
| avixim 'el teu moresc' | aviximik 'el vostre moresc'      |
| yixim 'el seu moresc'  | yiximik 'llur moresc [de ellos]' |

### Numerals
El sistema de numeració és vigesimal (es va explicant a partir de múltiples de 20), igual com succeeix amb les altres llengües maies, i en general, amb les altres llengües de l'àrea lingüística mesoamericana. La raó es deu al fet que aquestes llengües basen el seu sistema numèric a partir del nombre de dits que posseeix l'ésser humà, per aquest motiu el nombre vint es conegui també com vinik (home o genèric del "ésser humà), així 40 es dirà cha'vinik (dos homes o éssers humans), 60 serà oxvinik (tres homes o éssers humans), etc.:
| 1 jun     | 6 vakim'    | 11 buluchim'    | 16 vaklajunem'   | 400 jbok'      |
| 2 chim'   | 7 vukum'    | 12 lajchem'     | 17 vuklajunem'   | 8,000 jpik     |
| 3 oxim'   | 8 vaxakim'  | 13 oxlajunem'   | 18 vaxaklajunem' | 160,000 jkalab |
| 4 chanim' | 9 balunem'  | 14 chanlajunem' | 19 balunlajunem' |                |
| 5 vo'om   | 10 lajunem' | 15 vo'lajunem'  | 20 jtom'         |                |

### Classificadors
Un aspecte que comparteix aquesta llengua amb les altres llengües maies, així com amb llengües de l'Extrem Orient com el xinès, el coreà i el japonès, és la presència de classificadors numerals que depenen de la forma de les coses. D'aquesta manera, es numeren els objectes amb un classificador específic si són rodones, allargades, planes, etc. A continuació, alguns exemples:
- jp'ej: (coses rodones com a fruites, o allargades com les veles)
- jkot: (per a animals quadrúpedes, aus, vehicles i alguns mobles de 4 potes com a cadires i taules)
- jlik: (per a roba, fulles de paper, coses que es poden doblegar)
- jp'el: (per a paraules)
- jch'ix: (per a panotxes de blat de moro), etc. etc.
- jkoj: (per a nivells, graderies o vegades que ocorre una acció)